# Estat dels Eslovens, Croats i Serbis
L'Estat dels Eslovens, Croats i Serbis va ser un estat de curta durada format l'1 de desembre de 1918 que comprenia els territoris balcànics de l'Imperi Austrohongarès, l'àrea dels actuals estats de Bòsnia i Hercegovina, Sèrbia i Montenegro, Macedònia, així com la major part dels territoris de Croàcia i Eslovènia, després que aquest es dissolguera en acabar la Primera Guerra Mundial. Va desaparèixer per esdevenir el Regne dels Serbis, Croats i Eslovens, després conegut com a Regne de Iugoslàvia.